# Deinzendorf
Deinzendorf je katastrální území a také osada u městyse Zellerndorf poblíž města Retz a Pulkau v západní části Weinviertelu (Vinné čtvrti) v okrese Hollabrunn v rakouské spolkové zemi Dolní Rakousy. Přes místo teče řeka Pulkaubach.
V roce 2001 měl Deinzendorf 232 obyvatel.

## Historie
Deinzendorf byl uváděn již před rokem 1136 v dokladech kláštera Klosterneuburgu.
V místě se nachází také zámek. Prvním v dokumentech je uváděný zámecký pán Otte Waitze von Deunzendorf, který je uveden poprvé v roce 1306. Do roku 1410 rodina vymřela, nebo se odstěhovala.
Dvůr byl vybudovaný v 16. století za Eyczingerů. V roce 1594 koupil panství Jakob Franz baron z Herbersteinu.
Wilhelm hrabě Oettingen v roce 1669 získal majetek a nechal znovu vybudovat zámek.
Dědictvím v roce 1702 získal majetky hrabě Schallenberg.
Od roku 1808 patřilo panství hraběti Auerspergovi a po něm následoval roku 1822 Jakob Joseph Löwenthal. O dva roky později převzal majetky hrabě Barthenheim. Zanechal tu stopy, když 1831 nechal postavit kapli a odstranit jednu čtyřhrannou věž. Poté se měnili majitelé dosti často.
V roce 1863 se stal majitelem zámku Anton Kellermann. Roku 1874 následoval Theodor Offermann (1822–1892).
V roce 1911 převzal majetek Friedrich Prinz von Schönburg-Waldenburg, který již roku 1917 předal Karlu Schumpeter.
Od roku 1932 je zámek využíván stále ještě pro zemědělství ve vlastnictví rodiny Schubertů. Tenkrát chatrný zámek, s výjimkou několika hospodářskými budovami, byl v dezolátním stavu, proto byl důvod k obnově.
Dnes se v zámku Deinzendorf usadili početní vinaři, mezi nimi vinař Heinzl-Gettinger, Laurer, Fegerl, Schneider-Trauner, Wagner a Dworzak. Někteří z nich byli na různých výstavách dobře hodnoceni.

### Zámek Deinzendorf
Protože zámek je poblíž Pulkau má se za to, že dříve to byl vodní zámek, to však není dokumenty doloženo. Zámek se nachází na jihovýchodním konci Deinzendorfu. Hodně bylo investováno do hlavní budovy a početných hospodářských staveb, jako stájí, mlýnice, sýpky a holubí věže.
Z 16. století pochází křídlo domu s chlévy a třílodní pilířová síň s barokními klenbami. Nynější holubová věž byla postavena v roce 1823, pravděpodobně pochází z předchozí barokní stavby. Holubí věž i sýpka jsou zdobeny hranatými rohy a sgrafitovou malbou, která byla před několika lety obnovena. Hlavní budova se čtyřmi křídly s valbovými střechami a s velkým atriem. Poschodí má okna s jednoduchým profilováním křídel i rámů. Vnitřní atrium je přístupné hlavním portálem na východní straně vjezdem s křížovou klenbou. Západní strana atria je také vyzdobena dvojitými toskánskými sloupy.
V přízemí jsou výzdoby s hlavicemi anebo křížovými klenbami.

## Osobnosti
- Friederike Mayröcker (* 1924) – spisovatelka. Strávila část svého dětství v Deinzendorfu a v rozhovorech neustále zdůrazňuje, jaké dojmy si z toho pobytu získala.